# 西宁王忻都公神道碑
西宁王忻都公神道碑（鮑培轉寫：Yeke Mongγol ulus-tur ǰrlγ-iyar Ši ning Ong Indü-de Bayiγuldaγsan bii tas buyu），位于中国甘肃省武威市凉州区，为一个省级文物保护单位，类型为石窟寺及石刻。
西宁王忻都公神道碑的历史年代为元代。
忻都为西域畏吾人阿台不花之子。阿台不花保护火州（今新疆吐鲁番东南哈拉和卓）有功，授持节仪卫之官，迁居永昌（今武威市永昌镇，元永昌路治所）。忻都之子斡栾在至正年间任中书平章政事（宰相副职）。元至正二十二年（1362年），元顺帝为表彰斡栾及追封其父忻都为西宁王，危素乃承诏“铭其先茔神道之碑”。